# Алік Олісевич
А́лік Олісе́вич (справжнє ім'я — Олег Олександрович Олісевич; * 10 вересня 1958, Львів) — український хіпі, правозахисник.

## Біографія
Народився у Львові в робітничій сім'ї. Його батьків Олександра Олісевича (1923–1982) і Таїсію (1922–1965), уродженців Києва, 1941 року вивезли на роботу в Німеччину, де вони у 1945-му потрапили до рук СМЕРШ. Олександра забрали в дисциплінарний батальйон, який у числі інших штурмував Берлін, а тоді ув'язнили (1945–1955). Таїсія відбула в ув'язненні 5 років, де захворіла на туберкульоз. Звільнившись, перебралася до Львова.
Олег у 7 років втратив матір. Певний час перебував в інтернаті для «важких дітей», коли батько одружився вдруге. Навчався у львівській загальноосвітній школі № 78. 1975 року закінчив профтехучилище № 17.
У 1968, дізнавшись із публікацій радянської преси про рух хіпі на Заході, зацікавився ним, а тоді й захопився. У червні 1972 під час поїздки до Каунаса, Олісевич приєднався до руху хіпі (це сталося невдовзі після самоспалення молодого литовця Ромаса Каланти у травні 1972 року). З цієї причини він не вступав до інституту й відмовився служити в армії. Брав участь у багатьох зустрічах хіпі в Балтії й інших країнах — колишніх республіках СРСР.
У 1975–1976 роках працював майстром сцени театру Прикарпатського військового округу. З 1976 по 1984 рік був натурником у Львівському інституті прикладного та декоративного мистецтва.
У вересні 1978 року Олісевич дав перше інтерв'ю представникам західних ЗМІ, яке опублікували в музичному журналі Džuboks (Белград). У серпні 1982-го Džuboks опублікував листа Олісевича до представників західних молодіжних субкультур, в якому вказав свою адресу. Тоді до нього почали надходити сотні листів від ровесників з усього світу. У такий спосіб Олісевич познайомився зі своєю майбутньою дружиною, громадянкою Югославії Катериною.
З 1984 року він працює майстром освітлення у Львівському театрі опери та балету.
Автор маніфесту «Історія радянських хіпі. 1967—1987» (літо 1987), опублікованого на Заході.
Організатор першої політичної демонстрації в Україні часів «перебудови» (Львів, 20 вересня 1987). Того дня у Львові святкували День міста. Близько 30 осіб, половина яких були хіпі (зокрема, Дмитро «Мефодій» Тищенко і Олесь Старовойт), зібрались у кафе на вулиці Вірменській (поточно його називають «Вірменка») о 12-ій годині, де виготовили кілька транспарантів пацифістського характеру. Перший конфлікт із міліцією стався на площі Ринок, другий — на вулиці Франка, третій — у бернардинському дворику, де відбувалася художня виставка просто неба Центр Європи (оперативник спробував вирвати з рук Аліка Олісевича транспарант), четвертий — на вулиці Друкарській (працівник органів пригрозив: «Погуляйте, хлопці, до травня»). Маніфестація тривала до 17 години. Олісевичу вдалося передати на Захід інформацію про ці події.
Засновник правозахисної групи «Довіра» (жовтень 1987). Перша акція з вимогою припинити війну в Афганістані відбулася 24 жовтня 1987 о 15-й годині. На площу біля Львівського театру опери і балету вийшло близько 15 осіб, половина яких були учасниками попередньої демонстрації. За кілька хвилин їх розігнала міліція.
1991 року Олісевич, одружившись (другий шлюб) із Катериною, переїхав до Белграда. Наступного року він через релігійну нетолерантність і консервативність тамтешнього суспільства повернувся до Львова (формально шлюб не розірвано). Дітей не має.
23 березня 1993 року Олісевич заснував у Львові (другий в Україні після групи Мирослава Мариновича) осередок міжнародної організації «Міжнародна амністія» «Україна-2» і став його почесним головою.
Член редколегії альманаху «Хіппі у Львові», в якому опублікував автобіографічні матеріали під загальною назвою «Революція квітів» (вийшли окремим виданням у березні 2013).
Алік Олісевич став невигаданим героєм роману Андрія Куркова «Львівська гастроль Джиммі Хендрікса» (2012).

## Публікації
- Oleg Olisewicz. Listy ze Lwowa // Czas Przyszły. — Warszawa, jesień 1988 — zima 1989.
- Олег Олісевич. Те, що відбувається у Сербії, я бачив на власні очі // Post-Поступ, грудень 1992 р., С. 9.
- Алік Олісевич. Нам хліба не треба — ми «Вуйками» ситі…// Нова хвиля. — Львів, 1997, №2, С. 55—57.
- Алік Олісевич. Революція квітів. — Львів: Тріада плюс, 2013. — 160 с.